# Ormosia dicera
Ormosia dicera är en tvåvingeart som beskrevs av Alexander 1966. Ormosia dicera ingår i släktet Ormosia och familjen småharkrankar. Inga underarter finns listade i Catalogue of Life.